# Diastrophosternus
Diastrophosternus é um gênero de coleóptero da tribo Basipterini (Cerambycinae); compreende uma única espécie, com distribuição na Argentina e Paraguai.

## Sistemática
- Ordem Coleoptera
  - Subordem Polyphaga
    - Infraordem Cucujiformia
      - Superfamília Chrysomeloidea
        - Família Cerambycidae
          - Subfamília Cerambycinae
            - Tribo Basipterini
              - Gênero Diastrophosternus Gounelle, 1911
                - Diastrophosternus bruchi Gounelle, 1911